# Yardley (Pennsylvania)
Yardley is een plaats (borough) in de Amerikaanse staat Pennsylvania, en valt bestuurlijk gezien onder Bucks County.

## Demografie
Bij de volkstelling in 2000 werd het aantal inwoners vastgesteld op 2498.
In 2006 is het aantal inwoners door het United States Census Bureau geschat op 2528, een stijging van 30 (1.2%).

## Geografie
Volgens het United States Census Bureau beslaat de plaats een oppervlakte van
2,7 km², waarvan 2,4 km² land en 0,3 km² water.

## Geboren
- Bill Barretta (1964), acteur, regisseur, scenarioschrijver, producent en poppenspeler
- Aileen Quinn (1974), actrice, singer-songwriter en regisseur

## Plaatsen in de nabije omgeving
De onderstaande figuur toont nabijgelegen plaatsen in een straal van 8 km rond Yardley.